# افران اغلالن (اجواوة)
افران اغلالن هو دُوَّار يقع بجماعة بني سيدال لوطا، إقليم الناظور، جهة الشرق في المملكة المغربية. ينتمي الدوّار لمشيخة اجواوة التي تضم 21 دوار. يقدر عدد سكانه بـ 38 نسمة حسب الإحصاء الرسمي للسكان والسكنى لسنة 2004.

## روابط خارجية
- البوابة الوطنية للجماعات الترابية
- المندوبية السامية للتخطيط